# Sureda (Rosselló)
Sureda ([su'ɾɛðə], oficialment en francès, Sorède), és un poble, cap de la comuna del mateix nom, de 3.107 habitants el 2013, de la comarca del Rosselló, a la Catalunya del Nord, que s'estén sobre la serra de l'Albera i una part del seu piemont. La dita Sureda la saca es refereix al costum dels surellencs d'abrigar-se amb saques de jute durant els ruixats bo i essent als horts, saques que també servien per a traginar les collites.

## Etimologia
El nom del poble prové del fet que és envoltat de boscs d'alzines sureres ("suredes"). El nom francès, «Sorède», és una francesització fonètica del nom català, amb l'antiga confusió O - U del rossellonès.

## Geografia

### Localització i característiques generals del terme

Situació de la comuna de Sureda en el Rosselló

La comuna de Sureda, de 345.400 hectàrees d'extensió (el setè en territori del Rosselló), és a la zona sud-est del Rosselló, a prop del seu extrem. El territori de Sureda té uns 34,60 km², dels quals 8,5 es troben a la plana del Rosselló, i la resta (26,1 km²) sobre el vessant nord de la Serra de l'Albera, entre 45 i 1257 m sobre el nivell del mar (al Puig Neulós). La muntanya de Sureda té tres cadenes separades per dues valls: la Vall de Montbran (a l'est) i la Vall de la Farga (a l'oest), també coneguda pel nom arbitrari francès imposat de Vallée Heureuse (Vall Feliç, denominació comercial de la urbanització que hi existeix). El territori de Sureda conté dos rius: la Ribera de Sureda i la Maçana. El poble és construït sobre el piemont, de banda i altra de la Ribera de Sureda.
En el terme comunal, a més del nucli urbà de Sureda, hi ha dos nuclis més: un d'històric, la Vall de Montbran (Lavail, en francès), que havia tingut terme comunal propi, i un de modern, la Vall de la Farga (Vallée Heureuse). Prop d'aquest nucli la Ribera de Sureda forma les Gorges de la Farga de Sureda, just abans d'entrar a la plana rossellonesa. Igualment l'altra vall, la de la Maçana, també té les anomenades Gorges de la Vall.
El nom del poble es deu a una realitat: la major part dels boscos del terme comunal són suredes, en part devastades pels freqüents incendis. Per això hi ha guanyat molt d'espai el matoll, la màquia i el broll. Les suredes es conserven en els boscos de la part més profunda de les valls, muntanya amunt. També hi tenen molt presència els roures i els faigs, a partir dels 500 m alt, els darrers.
Termes municipals limítrofs:
|                     | Palau del Vidre | Sant Andreu de Sureda |
| La Roca de l'Albera |                 | Argelers              |
| La Jonquera         |                 | Espolla               |

### El poble de Sureda

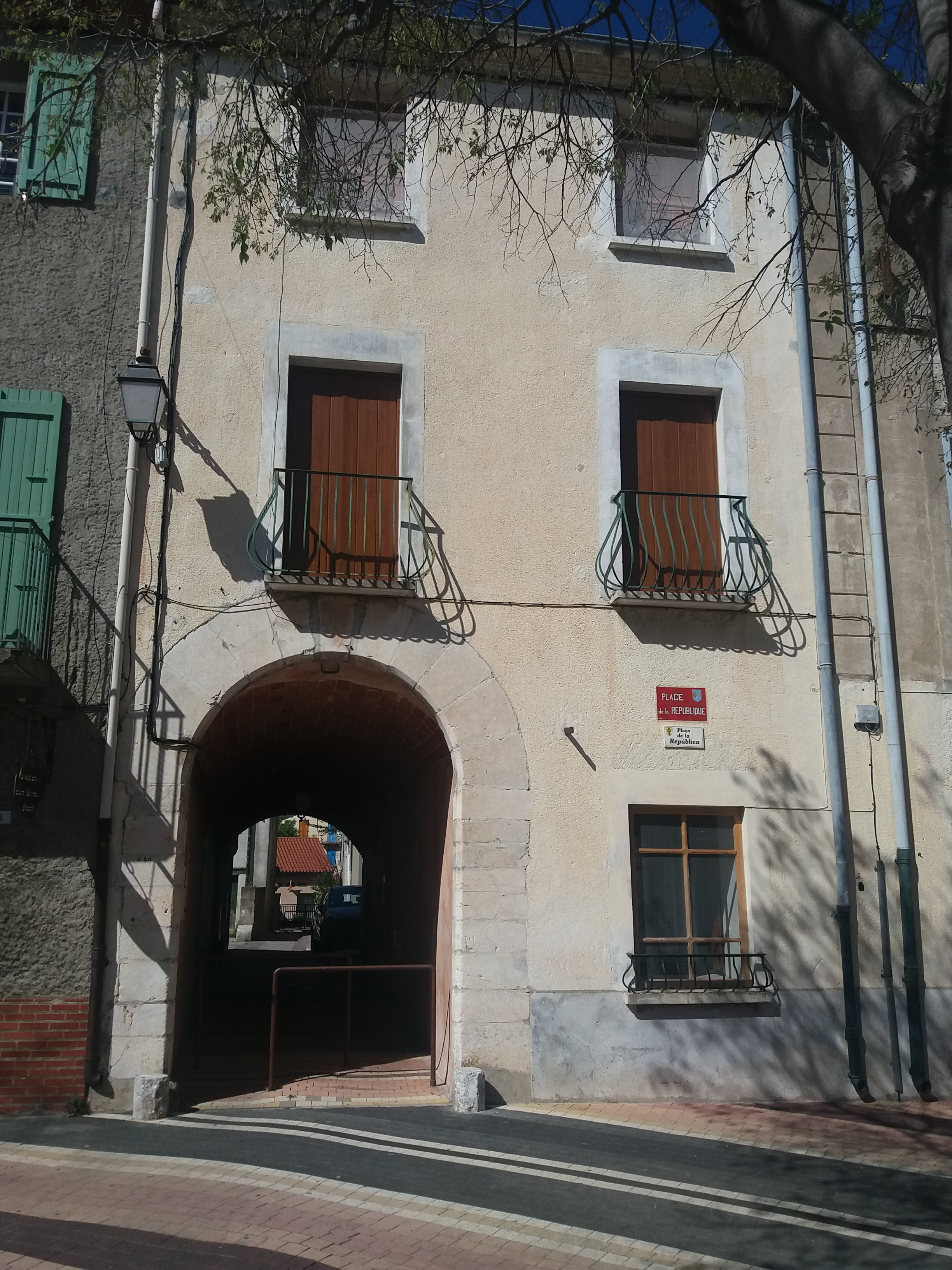
Porta de la cellera de Sureda

El poble vell de Sureda es formà a partir d'una cruïlla de camins, per la qual cosa té una forma allargassada, resseguint els camins que es troben en el nucli vell. Centra el nucli primigeni, que tenia forma de cellera, l'església parroquial de Sant Aciscle i Santa Victòria i el Castell de Sureda.

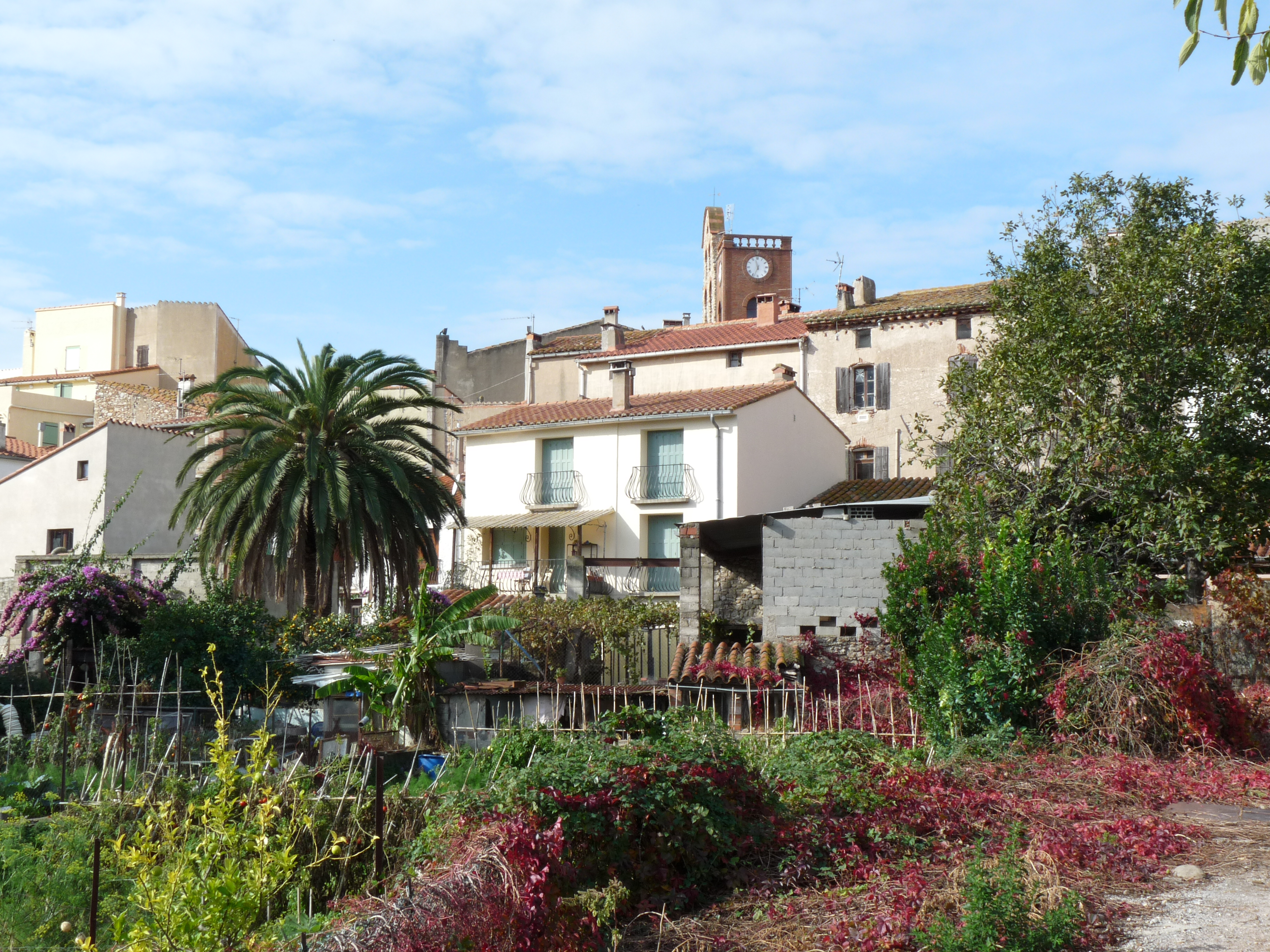
El poble, lleugerament aturonat

El creixement de Sureda va tenir lloc amb l'aparició de diversos barris, com el Campet, la Caserna, el Castell, la Coscolleda, el Formiguer, Sant Jaume, el Veïnat de la Patana, o Mas d'en Fèlix, i la Vendeia. Més modernament aparegué la urbanització dels Roures. La denominada amb el nom artificial de la Vallée Heureuse arribà encara més tardanament. Així, el nucli urbà ha crescut fins a fregar els límits comunals a est i a oest.

### La Vall de Montbran, o de Sant Martí
Situat a la vall de la Maçana, l'antic poble i terme comunal de la Vall de Montbran, sovint anomenat només la Vall, conté l'església de Sant Martí de la Vall, o de Montbran, que és l'origen del monestir de Sant Andreu de Sureda. El veïnat de la Vall de Montbran està format per les cases d'en Cadena, d'en Deltrull, d'en Lavall, d'en Llinars, d'en Mare, d'en Massina i d'en Xena. Damunt d'un esperó rocós, de molt difícil accés, hi ha les restes del Castell de Montbran.

### La Vall de la Farga
L'emplaçament de l'antiga Farga d'en Delcròs, després simplement la Farga, ha donat lloc modernament a una urbanització a la qual s'ha donat el nom artificial, si més no, de la Vallée Heureuse. És situada a migdia del poble de Sureda, a la vall de la Ribera de Sureda. Està a 186 m.

### La Mare de Déu del Castell
A la zona sud-est del terme, molt a prop del termenal amb Argelers de la Marenda i del Castell d'Ultrera, hi ha el santuari de la Mare de Déu del Castell, construït per Joana de Bearn i de Vilaplana, senyora de Sureda, entre el 1675 i el 1686. Ho feu per la ruïna que presentava l'església de Santa Maria del Castell, amb la pretensió d'acollir-hi la imatge de la Mare de Déu d'Ultrera. Fruit d'un llarg litigi, la imatge quedà molt malmesa. El santuari, a més, reaprofità diversos elements de l'església del castell, com la portalada de marbre. A la zona on s'aixeca aquest santuari hi havia hagut les cabanes de Noves, lloc documentat el 981 (Nobellis el 1091 i recum de Novella el 1188.

### Els masos del terme
Sureda era un territori ric en masos. Se'n conserven, a part de diverses cabanes sense nom, la Cabana de Peire Alba, o de Peralba, la Casa de Jubilats, la Casa dels Caçaires, el Casot, el Casot, o Mas, d'en Costella, els Casots, el Celler d'en Vassalls (a tocar del poble pel nord-oest), la Farga, abans Farga d'en Delcròs, el Mas Cordovès, el Mas de l'Elionora, el Mas de la Lloca, el Mas del Ca, el Mas del Rost, o Mas Molinier, el Mas del -o d'en- Solà, el Mas del Tarter, el Mas d'en Denís, o Mas d'en Denís Pouater, el Mas d'en Julià, o Mas Verdeguer, el Mas d'en Miquel, el Mas d'en Pisserra, el Mas d'en Rencura, el Mas Fontès, abans Mas d'en Carrera, i ara Château Fontès, el Mas Soler, o de l'Ós, i el Mas d'en Verdeguer. Hi ha uns quants noms antics, de masos desapareguts: la Casa d'en Bosc, la Casa d'en Xena, el Cortal de l'Alort, el Cortal d'en Guimesanes, el Martinet (en ruïnes), el Mas de l'Auguet, el Mas de l'Esteve, el Mas d'en Bonnemaison, el Mas d'en Comenges, el Mas d'en Cadena, el Mas d'en Cargolina, el Mas d'en Guimesanes, el Mas d'en Ponç i el Mas d'en Senyaric. A part, hi ha els antics molins, tots ells conservats només com a noms antics: el Molí del Gordo, el Molí de l'Oli d'en Cassanyes, el Molí dels Frares (a la Veda; del tot desaparegut), el Molí d'en Cassanyes, amb la seva bassa, i el Molí d'en Fèlix.

### Llocs destacats del terme amb elements específics
En el vessant oriental del Puig Neulós es troben les Antenes del Puig Neulós; la Passarel·la, a la Maçana, al sud-est de la Vall de Montbran i el Pont de la Vall, aigües avall del mateix riu, al límit del terme; la Resclosa, amb el Pont de la Resclosa, a migdia del poble; el Refugi CAF de la Tanyareda, en el vessant nord-est del Puig Pregon, al límit sud-oest del terme, i diversos oratoris (uns cinc) i capelles, com la Capella del Crist o la capella de la Mare de Déu del Castell d'Ultrera, una de les quals, la de Santa Maria Magdalena de Veda (antigament, de Vesa) i la de Santa Maria de Coberta, totes dues actualment desaparegudes.També és desaparegut el lloc de Begó, documentat el 1017 i posteriorment.

### El relleu
Pel fet de posseir la major part de terme en zona de muntanya, el nombre de topònims que denoten elements orogràfics és gran. Així, s'hi troben el Bac de Prats de Llis, el Bosc de la Vall, el Bosc Estatal de l'Albera, el Clot dels Trèmols, la Collada de l'Àliga, la Collada de l'Espinàs a 346,2 m, la Collada del Monall a 520,8 m, la Collada de l'Orri a 974,3 m, la Collada de l'Osca, la Collada del Perer, la Collada dels Pomers a 650,3 m, la Collada d'en Blancart, el Coll de la Balma Corba a 860,6 m, el Coll de la Miquelassa, el Coll de l'Aranyó, el Coll de l'Artiguet a 1.045,5 metres, el Coll de la Vaca Vella a 931 m, el Coll de la Vena, el Coll del Boc, el Coll de les Mosqueres a 1045,5 m, el Coll de l'Estaca a 1024,6 m, el Coll del Faig a 1000,4 m, el Coll del Pomer a 555 m, el Coll dels Emigrants a 1136,8 m, el Coll dels Tres Faigs, el Collet de l'Alzina, o Collada del Gírbol, el Collet del Teuler a 572,4 m, el Coll Pregon, la Coma dels Pomers, la Costa de l'Argenteria, la Cova de la Merla, la Cova de la Tortuga, el Pas de Begó, a la Ribera de Sureda, el Pas de la Creu, el Pas de la Molina, el Pic del Castanyer, el Pla de la Tanyareda, el Pla del Fum a 1.009,7 m, els Pradets, el Prat de la Mola, els Prats de Llis, el Puig de la Martina, el Puig de l'Aranyó a 930 metres, el Puig de la Ribera, el Puig de la Tanyareda, el Puig de la Torreta, el Puig de les Basses, el Puig del Fum, o del Talaiador a 1037,5 m, el Puig del Raig, el Puig dels Fornets, el Puig dels Oms, el Puig dels Quatre Termes a 1156,0, o de les Basses, el Puig de Pradets, o dels Pastors, el Puig Nalt, el Puig Neulós, el Puig Pregon a 1047,8 m, el Raig Petit, els Rasos de la Menta, o Puig dels Rasos, la Roca de les Llises, el Roc Blanc, el Roc de la Canal Grossa, el Roc de la Dona Morta, el Roc de la Passi, el Roc de la Vaca, el Roc del Casal d'en Planes, el Roc del Cementiri, el Roc del Corb, el Roc de les Cabres, el Roc de les Medes, el Roc de les Mosqueres, el Roc de les Planes, el Roc del Migdia, el Roc del Perer, el Roc de Montbran, el Roc Punxut, el Roc Vesper, el Serrat del Mig, el Solà del Perer, el Solà dels Forrers, el Solà del Taure, la Solana, la Vall i la Vall Bella.

### Els cursos d'aigua
En el terme de Sureda cal distingir clarament entre el sector pla, en el marge dret del Tet, on hi ha uns quants canals de drenatge i d'irrigació, i el sector dels vessants de la Serra de l'Albera, on es produeixen els torrents característics de la zona de muntanya. A la zona plana hi ha l'Agulla del Camí d'Ortafà, de drenatge, i el Rec del Molí i el del Molí d'en Fèlix, tots dos de reg.
A la resta del terme, es poden considerar com a cursos d'aigua principals del terme de Sureda fins a quatre: la Maçana, la Ribera del Tallat del Bac, la Ribera de Sureda i la Ribera Grossa. La Maçana, que ve del terme veí de Sant Andreu de Sureda i després de fer un tomb pel de Sureda hi retorna, té com a subsidiaris el Còrrec de la Font dels Alemanys, el del Solà de la Torre, el del Solà, el d'en Saücar, el del Rodet, el de les Corrasses, el del Brosser, el de l'Era d'en Fabre, el del Roc Punxut, el de Xanteria, el de Maritxó, el de la Figuera, el del Tronc, el de la Millera, el dels Cortalassos, el de la Tisa, el de la Teuleria, el de Montbran, el de la Maçaneta, el dels Oms, el de la Martina, el del Trepassador, el del Canalet, dos anomenats de la Rudera, el de la Bàlada, el dels Hortets, el de l'Hortàs i el de la Trilla.
La Ribera Grossa és l'eix vertebrador de la major part del sector sud-occidental del terme, fins que s'ajunta amb la Ribera del Tallat d'en Bac per formar la Ribera de Sureda. Rep, des dels seus orígens, els còrrecs de l'Orri, de la Font de l'Orri (abans Aigua de Vesa), del Bac, de les Mosqueres, de Llis, de la Tanyareda, dels Forrers, de Peira Alba, Fosc, del Fangàs, de la Tassió, de les Escuderes, de la Font Freda, del Taure, del Bell Roure, del Cortal de Maig, del Puig de la Ribera, el del Roc del Perer i de la Collada del Perer.
La Ribera del Tallat d'en Bac, que vertebra la zona central de la meitat sud del terme, els còrrecs de les Moixoses Altes, el de les Moixoses, el de l'Aranyó, el Blanc, el del Tinyós, el dels Fornets, el dels Pradets, les Canals del Menuisier, el Còrrec del Menuisier, el de les Medes, i els del Puig de la Ribera (dos més amb el mateix nom).
Un cop formada la Ribera de Sureda, rep els còrrecs del Corb, el de la Collada de l'Espinàs, el del Bell Roure (també un altre amb el mateix nom), el de la Sogueda, o de Bell Roure, el del Coll de Balma Corba, el del Roc del Migdia, el de Migdia, el de l'Alzina, el de l'Espinàs, el de la Cucarella, el de la Coma dels Pomers, el del Taure, o de la Jaça del Taure, el de Puig Nalt, el de la Collada del Perer (un altre amb el mateix nom), el de la Solana, el del Solà, el dels Ferrers, abans d'en Ferrer, el del Comall, el dels Trèmols i els del Terra Roig.
Al nord-est del terme, a més, hi ha el Milossar, o Còrrec del Milossar, afluent de la Ribera de Sureda ja dins del terme de Sant Andreu de Sureda, que rep els còrrecs de la Capella del Crist, de Flamesaigües, dels Casots, del Mas d'en Rencura, de l'Alzina (un segon amb el mateix nom), del Rost, de la Creu de l'Evangili i el de les Guilles.
Frega el límit oest del terme el Còrrec d'en Cassanyes, del terme de la Roca de l'Albera.

### Les fonts
Nombroses fonts es troben en el terme de Sureda. Cal destacar la Font Agra, la del Faig, la de la Perdiu, la de la Tanyareda al puig Neulós, la de la Trilla, la de la Vidriella, la de l'Orri, la del Pardal, la dels Miracles, la dels Pastors, la Font Freda, la Font Nova d'Ultrera i Nou Fonts.

### El terme comunal de Sureda
El topònims que expressen partides o indrets concrets del terme de Sureda són els següents: l'Arrufada, el Bardisser, Bell Roure, el Camí d'Ortafà, el Camp dels Soldats, el Campet, la Carrera, els Comuns (abans, el Comú), el Còrrec dels Ferrers, el Cortal de Maig, la Coscolleda, la Cucarella, les Decs, l'Era de la Torre, l'Era d'en Delfí, les Eres, les Escuderes, l'Estepa Blanca, el Falguer del Comte, els Fangassos, la Farga, la Font de la Vidriella, la Font del Faig, la Font dels Miracles, Fontfreda, els Fornells, o els Fornets, la Gavarra Alta, la Gavarra Baixa, les Heures, l'Horta d'en Carrera, l'Hortàs, els Horts d'en Gallard, els Horts d'en Llombart, la Jaça de Bell Roure, la Jaça del Taure, el Leiró, les Llises, el Martinet, el Mas del Ca, el Mas del Pouater, o Mas Pouater, el Mas del Tarter, el Mas d'en Rencura, el Mas Fontès, les Medes, el Menuisier, les Moixoses Altes, les Moixoses Baixes, el Molí del Gordo, el Molí d'en Cassanyes, Montbran, les Mosqueres, Nou Fonts, l'Orri, Pedres Blanques, Peira Alba, el Pont de la Resclosa, el Pou del Gel, el Raig, el Raig Petit, el Rec del Rei, el Recolze, la Resclosa, la Riba Coberta, o la Riba, el Rost, el Rost Cordovès, el Rost d'en Benassís, el Rost d'en Gregori, els Roures, el Tallat d'en Bac, el Tinyós, la Tortuga, Ultrera, la Veda, el Vinyer de la Gavarra Baixa, el Vinyer d'Ortafà i la Vora de la Ribera, o la Closa.

### Fites frontereres
En el terme de Sureda hi ha quatre fites frontereres: les que porten els números 583, 584, 585 i 586, al límit amb la Jonquera les tres primeres i amb Espolla la quarta. La 583 és en el Pla de la Tanyereda, a sota i al sud-est del Puig Neulós, molt a prop i al nord-oest del Refugi de la Tanyereda. La 584 és al Coll del Faig; la 585, al Coll de l'Orri, i la 586, al Coll de l'Estaca. La línia definida per aquestes tres fites i les contigües (582 i 587), en els termes de l'Albera i Argelers de la Marenda, respectivament, marquen el límit meridional de la comuna d'Argelers de la Marenda, de la comarca del Rosselló, de la Catalunya del Nord i de l'estat francès i el nord de part dels d'Espolla i la Jonquera, de la comarca de l'Alt Empordà i de la Catalunya estricta.

## Transports i comunicacions

### Carreteres
Tres carreteres travessen el terme de Sureda: la D - 2, la D - 11 i el traçat antic de la D - 618.
la carretera D - 2 (Argelers de la Marenda - D - 619, a Trevillac) travessa el terme d'est a oest. Per aquesta carretera, Sureda es comunica directament amb Argelers de la Marenda (7 km), la Roca de l'Albera (2), Sant Genís de Fontanes (3), Brullà (9), Sant Joan la Cella (12), Vilamulaca (18), Forques (22), el trencall de Paçà (25), Montoriol (27), Queixàs (32), Sant Miquel de Llotes (38), Illa (43), Montalbà del Castell (46) i Trevillac (49) (els dos darrers ja a la Fenolleda, comarca occitana).
La carretera D - 11 (D. 914, a Argelers de la Marenda - Montesquiu d'Albera) entra en el terme de Sureda per l'extrem nord-est, procedent de Sant Andreu de Sureda, i en surt per l'oest, cap a la Roca de l'Albera, en un traçat conjunt amb la D - 2. Per aquesta carretera es va a Palau del Vidre (2,8 km), Sant Andreu de Sureda (250 metres), la Roca de l'Albera (2,6), Vilallonga dels Monts (5,8) i Montesquiu d'Albera (7,7).
La D - 618 (El Voló - Argelers de la Marenda), enllaça aquestes dues poblacions directament, sense passar pels nuclis de població, amb els quals enllaça. Tanmateix, paral·lela pel sud a ella discorre la carretera antiga, que sí que passa pels nuclis de població o pel seu entorn immediat. Travessa aquesta carretera l'extrem nord del terme de Sureda, entre Sant Genís de Fontanes i Sant Andreu de Sureda.

### Transport col·lectiu públic
La línia 401 del servei departamental de Le bus à 1 €, d'Argelers de la Marenda a Ceret, passa per Sureda procedent d'Argelers de la Marenda i Sant Andreu de Sureda. Després continua cap a la Roca de l'Albera, Sant Genís de Fontanes, Vilallonga dels Monts, Montesquiu d'Albera, el Voló, Morellàs i Ceret. Ofereix tres serveis diaris en cada direcció de dilluns a dissabte (tot i que el segon d'aquests serveis només va d'Argelers a Montesquiu d'Albera). No circula els dies festius. Per aquesta línia, Sureda és a 35 minuts d'Argelers, a 5 de Sant Andreu de Sureda, i a 5 minuts de la Roca de l'Albera, a 10 de Sant Genís de Fontanes, un quart d'hora de Vilallonga dels Monts, a 25 minuts de Montesquiu d'Albera, a 38 del Voló, a 47 minuts de Morellàs i a 55 minuts de Ceret.
També hi passa la línia 413 del mateix servei, de Perpinyà a Vilallonga dels Monts, sortint del cap i casal rossellonès passa per Elna, Palau del Vidre, Argelers de la Marenda, Sant Andreu de Sureda, Sureda, la Roca de l'Albera, Vilallonga dels Monts, i encara, un sol servei diari, a Sant Genís de Fontanes. Hi ha, però, un sol servei diari que passi per Palau del Vidre (els altres van directes d'Elna a Argelers), de dilluns a dissabte, però no circula els dies festius.

### Els camins del terme
Dues menes de camins són els que es troben en el terme de Sureda: els que enllacen amb els pobles veïns, i els que recorren l'interior del terme comunal. Entre els primers es troben el Camí d'Argelers (es tracta d'un nom antic, atès que el camí ja ha perdut aquesta funció), el de la Mar, o Ruta d'Argelers, el Camí de Sant Andreu a Sant Genís, el Camí de Sant Genís, o de Ribadases, el Camí d'Ortafà, abans de Perpinyà, la Carretera, la Ruta de la Roca i la Ruta de Palau. Els que discorren per dins del terme comunal són el Camí de la Collada del Perer, el de la Coscolleda, el de la Farga, el de la Gavarra, abans d'Ortafà, el de la Gavarra Baixa, el de la Gavarra Petita, abans simplement de la Gavarra, el de la Mare de Déu del Castell, o de Nostra Senyora d'Ultrera, el de la Muntanya de la Pava, el de la Resclosa, el de la Torre, el de la Torre o del Coll del Pomer (són diferents, els dos darrers), el de la Vall (també dos amb aquest nom), el del Bell Roure, el del Bosc, el del Bosc de la Vall, el de les Nou Fonts, el del Mas d'en Denís Pouater, el del Mas d'en Rencura (dins del poble, del Mas del Rost), el del Mas Soler, el del Molí d'en Cassanyes, el de l'Oliu, el de l'Orri, el del Pla dels Picadors, o del Bosc, el del Veïnat i el d'Ultrera. Esment a part mereix el sender GR - 10, o Camí de Gran Recorregut número 10, que té a Sureda una variant, anomenada de les Colomates.

## Activitats econòmiques
La principal activitat econòmica de Sureda és l'agricultura, amb més d'un centenar d'explotacions en actiu. Més del 85% de les terres conreades es dediquen a la vinya, la majoria per a vins de denominació d'origen controlada. Hi ha uns quants fruiters, sobretot albercoquers, cirerers i presseguers, i tot just una mica d'horticultura, a la zona més plana. A la muntanya hi ha algunes pastures, amb una presència important de bestiar, principalment boví -amb una raça autòctona, la maçanesa, i cabrum.
Hi ha poca activitat industrial, però cal destacar que Sureda posseeix l'última fàbrica de fuets de lledoner del món.

## Història

### Edat mitjana
El poble apareix esmentat en la documentació l'any 898 en un acte jurídic on és anomenat locum Sunvereta. El 981 el precepte del rei Lotari a favor de Sant Genís de Fontanes confirmava a aquesta abadia un alou in villa Suvereda. Una acta de 1451 parla de Sancti Ciscli de Sureta. Tingueren possessions a Sureda tant el monestir de Sant Genís de Fontanes com el de Sant Andreu de Sureda, a més de les esglésies de Sant Salvador i de Santa Maria de Besalú.
Al segle xiii està documentada la senyoria de Sureda, que depenia de Dalmau I de Castellnou, tercer fill del vescomte de Castellnou. La seva vídua, Beatriu de Castellrosselló, és la primera documentada, i se'n sap que va rebre de mans de Jaume II de Mallorca la concessió de les justícies de Siureda. El 1383, però, la justícia de Sureda fou concedida al conseller reial Pere Blasi, Pericó, i al segle xv fou concedida a Ermengol Grimau, financer perpinyanès, qui la traspassà a la seva filla, Margarida, casada amb Antoni Pinya.

### Edat Moderna
A mitjan segle xvi fou el vescomte d'Èvol, Guillem Galceran de Castre, qui en rebé el senyoriu, fins que el 1593 va ser comprada per Rafael Antoni Daví, el qual la deixà en testament als germans Àngel i Gastó de Foix de Bearn. El 1682 Francesca de Foix de Bearn, l'hereva del senyoriu, casà amb Joan d'Oms; el seu fill, Francesc Xavier d'Oms, morí el 1754, moment en què el senyoriu passà a Josep d'Oms, qui fou instituït marquès d'Oms pel rei Lluís XV, després d'ajuntar les senyories d'Oms, Tellet, Bages i Sureda. El 1793, a ran de la Revolució Francesa, el marquès d'Oms i senyor de Sureda, emigrà.

## Demografia

### Demografia antiga
La població està expressada en nombre de focs (f) o d'habitants (h)
| 22 f | 18 f | 21 f | 15 f | 24 f | 78 f | 84 f | 495 h | 84 f | 172 f |

Font: Pélissier 1986

### Demografia contemporània
| Evolució de la població |      |      |      |       |       |       |       |       |
| 1793                    | 1800 | 1806 | 1821 | 1831  | 1836  | 1841  | 1846  | 1851  |
| 415                     | 689  | 839  | 939  | 1.050 | 1.200 | 1.218 | 1.266 | 1.283 |

| 1856  | 1861  | 1866  | 1872  | 1876  | 1881  | 1886  | 1891  | 1896  |
| ----- | ----- | ----- | ----- | ----- | ----- | ----- | ----- | ----- |
| 1.318 | 1.303 | 1.338 | 1.273 | 1.391 | 1.560 | 1.617 | 1.552 | 1.504 |

| 1901  | 1906  | 1911  | 1921  | 1926  | 1931  | 1936  | 1946  | 1954  |
| ----- | ----- | ----- | ----- | ----- | ----- | ----- | ----- | ----- |
| 1.585 | 1.609 | 1.583 | 1.452 | 1.374 | 1.355 | 1.318 | 1.103 | 1.075 |

| 1962  | 1968  | 1975  | 1982  | 1990  | 1999  | 2006  | 2008  | 2011  |
| ----- | ----- | ----- | ----- | ----- | ----- | ----- | ----- | ----- |
| 1.138 | 1.164 | 1.491 | 1.896 | 2.160 | 2.699 | 2.926 | 2.990 | 3.050 |

| 2013  |
| ----- |
| 3.107 |

Fonts: Ldh/EHESS/Cassini fins al 1999, després INSEE a partir deL 2004

### Evolució de la població

Població 1962-2008

## Administració i política

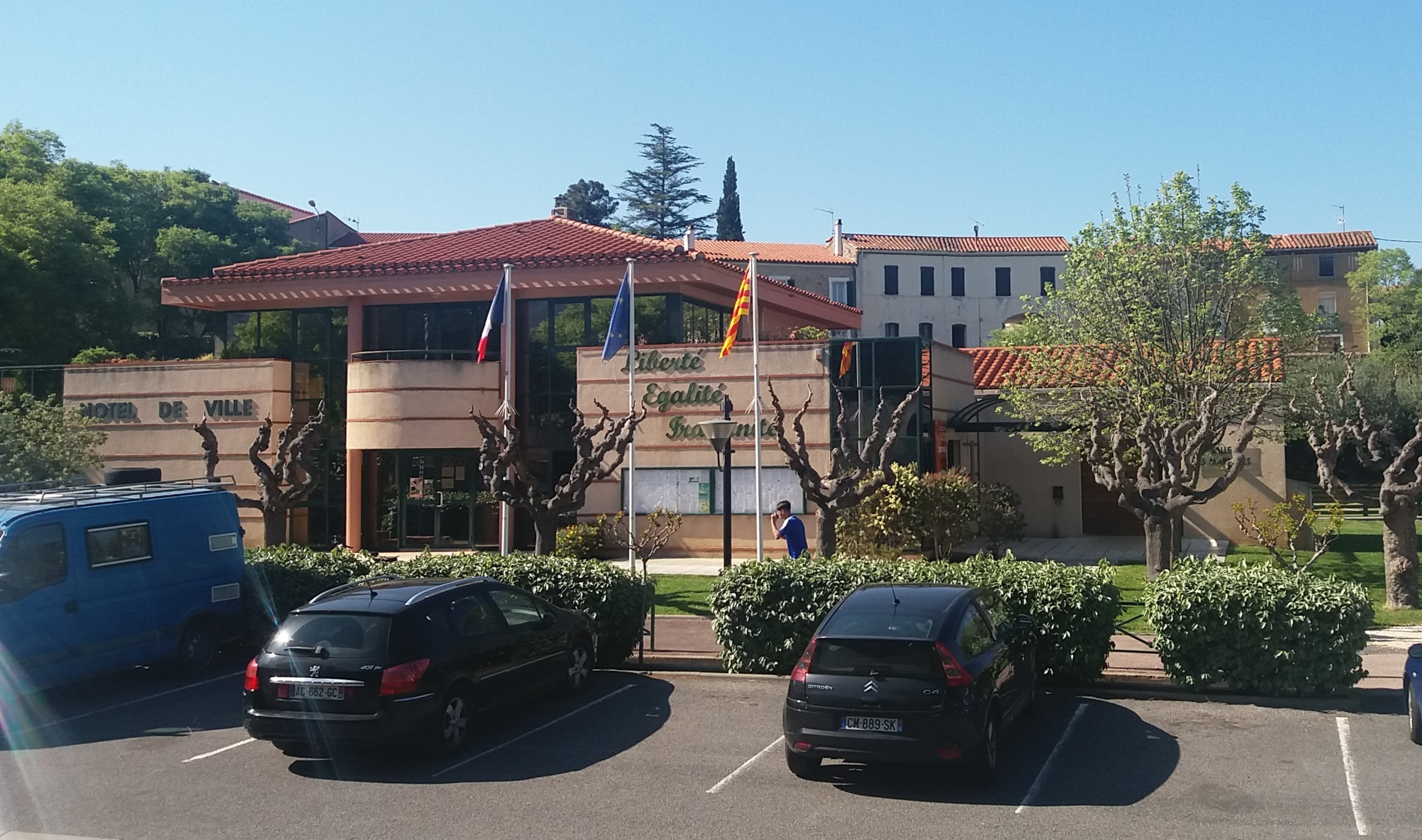
La Casa del Comú

### Batlles[33]
| Període                       | Nom            | Opció política | Comentaris |
| ----------------------------- | -------------- | -------------- | ---------- |
| 1966 - Març del 1989          | André Cavaille |                |            |
| Març del 1989 - Moment actual | Yves Porteix   |                |            |

### Legislatura 2014 - 2020

#### Batlle
- Yves Porteix.

#### Adjunts al batlle[35]
- 1a: Mireille Mestres. Consellera delegada de Finances, Escoles i Afers socials
- 2n: Bernard Massines. Conseller delegat de Serveis tècnics, Associacions, Esport, Agricultura i Seguretat
- 3a: Frédérique Marescassier. Consellera delegada d'Agenda 21, Desenvolupament durable i Comunicació
- 4t: Hervé Cadène. Conseller delegat d'Urbanisme i Hàbitat
- 5a: Sylvie Stantina, Consellera delegada de Turisme, Animacions i Comerç
- 6è: Christian Baillet. Conseller delegat de Patrimoni, Cultura i Tradició.

#### Consellers municipals
- René Thomine. Conseller delegat d'Obres i via pública i xarxes
- Elyane Xene. Consellera delegada comunitària
- Pierre Solane
- Marie-José Mary
- Anne-Marie Brunie
- Vincent Cayron
- Bettina Villoutreix-Bauer
- Pascal Granet
- Rémy Blanc
- Cyril Gaschi. Conseller delegat comunitari
- Cécile Ribo
- Sandrine Joseph-Monrose
- Alexander Charrett-Dykes
- Charles Vandellos
- Laura Garcia
- Céline Figueras.

### Adscripció cantonal

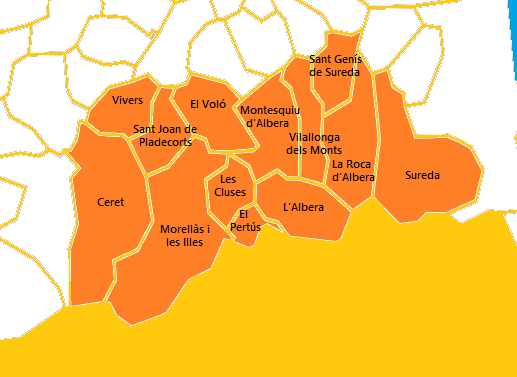
Mapa del Cantó de Vallespir - Albera

A les eleccions cantonals del 2015 Sureda ha estat inclòs en el cantó denominat Vallespir - Albera, amb capitalitat a la vila de Ceret, amb els pobles de l'Albera, les Cluses, Montesquiu d'Albera, Morellàs i les Illes, el Portús, la Roca de l'Albera, Sant Genís de Fontanes, Sant Joan Pla de Corts, Sureda, Vilallonga dels Monts, el Voló i Vivers. Hi han estat escollits com a consellers departamentals Martine Rolland, del Partit Socialista, vicepresident del Consell departamental, i Robert Garrabé, també del Partit Socialista, batlle de Sant Joan de Pladecorts i vicepresident del Consell departamental.

### Serveis comunals mancomunats
Sureda forma part de la Comunitat de comunes de les Alberes, Costa Vermella i d'Illiberis, amb capitalitat a Argelers, juntament amb Argelers, Bages de Rosselló, Banyuls de la Marenda, Cervera de la Marenda, Cotlliure, Elna, Montesquiu d'Albera, Ortafà, Palau del Vidre, Portvendres, la Roca d'Albera, Sant Andreu de Sureda, Sant Genís de Fontanes, Sureda i Vilallonga dels Monts.

### Agermanaments
Sureda està actualment agermanada amb el poble alemany de Vogtareuth-am-Inn, a Baviera, i està en converses amb el poble mallorquí de Consell.

## Ensenyament i cultura
Sureda disposa de l'Escola Maternal Pública André Cavaille, i l'elemental, o primària. La continuïtat dels estudis es pot fer als col·legis de Sant Andreu de Sureda, Argelers de la Marenda, Elna, Perpinyà, Sant Cebrià de Rosselló o Portvendres, pel que fa a la secundària, i Tesà, Vilallonga dels Monts, Perpinyà o Ceret, per al batxillerat. El poble també disposa de Mediateca.

## Llocs d'interès

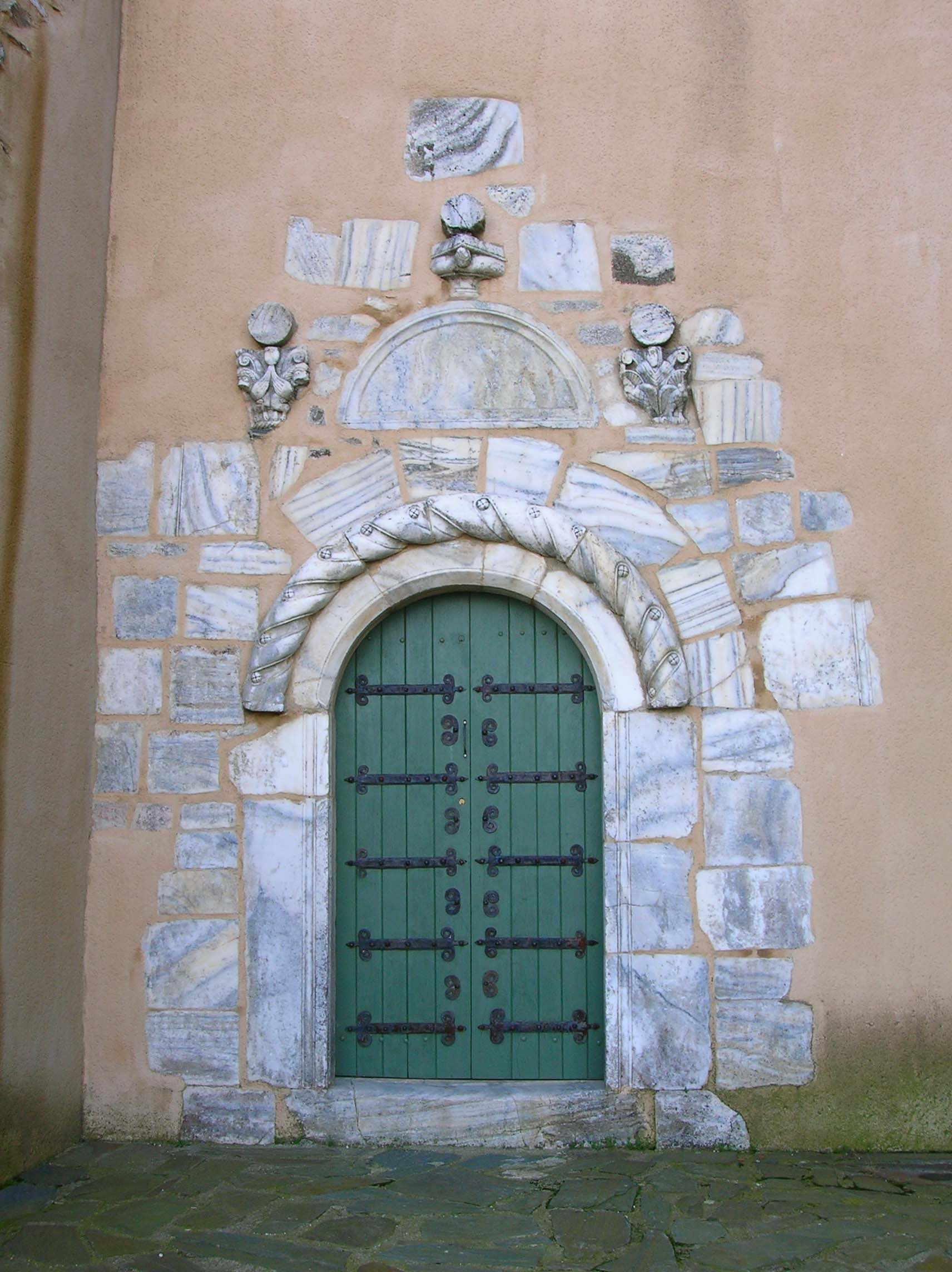
Portada de la capella de la Mare de Déu del Castell

- L'església de Sant Iscle i Santa Victòria és l'església parroquial del poble de Sureda.
- El Castell dels Senyors de Sureda.
- La Mare de Déu del Castell d'Ultrera és una capella situada en la muntanya de Sureda, no gaire lluny de l'antic castell d'Ultrera.
- L'església de Sant Martí de la Vall de Montbran, és l'antiga església del poble de la Vall de Montbran. Era el lloc on els primers monjos fundadors del monestir de Sant Andreu de Sureda instal·laren l'abadia primitiva vers el 800.

## Persones il·lustres
- Manuel António Gomes, anomenat «Pare Himàlaia», científic portuguès, elaborà a Sureda el primer forn solar l'any 1900.